# Berserk - L'epoca d'oro
Berserk - L'epoca d'oro (ベルセルク 黄金時代篇?, Beruseruku Ōgon jidai-hen), è una trilogia di film d'animazione cinematografica, prodotta da Studio 4°C, che riprende parte del manga Berserk scritto ed illustrato da Kentarō Miura. I lungometraggi, diretti da Toshiyuki Kubooka, sono in CGI e fanno uso della tecnica motion capture.
Nel settembre 2010, sulla fascia che circondava il volume 35, si ufficializzava la nascita di un nuovo progetto anime per la serie. In seguito fu rivelato, che il progetto consisteva nell'adattare l'intero manga nel giro di dieci anni, iniziando con tre film che riprendono l'arco dell'"Età dell'oro", ossia i volumi 3-13 del manga.
Il primo film, Berserk: L'epoca d'oro - Capitolo I: L'uovo del Re dominatore, fu pubblicato nel febbraio 2012 da Warner Bros. Pictures in Giappone. Il cast di doppiatori è stato rinnovato rispetto a quello della serie TV; Hiroaki Iwanaga prende il ruolo di Gatsu, Takahiro Sakurai quello di Grifis, ed infine Toa Yukinari Caska. Anche l'edizione italiana ha un cast di doppiatori ex novo. Il secondo film è stato proiettato a giugno 2012, mentre il terzo (che conclude la prima saga "L'epoca d'oro") è comparso nei cinema giapponesi solo a febbraio 2013.
Il progetto è anche chiamato Berserk Saga Project, e conosciuto con il titolo inglese Berserk Golden Age Arc. Negli Stati Uniti le licenze dei film sono state già acquisite da Viz Media per una pubblicazione home video. Per l'Italia invece è stata Yamato Video ad occuparsi della distribuzione di tutti e tre i film.
Il primo e il secondo film in Italia sono stati proiettati entrambi nelle sale di The Space Cinema il 14 e 15 ottobre 2013.
Come affermato dal CEO e Presidente di Studio 4 °C, Eiko Tanaka, in un'intervista rilasciata ad Anime News Network, è previsto che il prossimo film (il quarto) riprenderà, in animazione, le gesta del "Guerriero Nero" narrate nel manga all'interno dei capitoli "Lost Children". Dal 1º luglio 2016 tuttavia, va in onda una serie televisiva, chiamata semplicemente Berserk (realizzata da altri studi, e di cui condivide coi film solo le musiche di Shiro Sagisu ed il cast dei doppiatori giapponesi), che continua le vicende di Gatsu proprio da dove si erano fermati i tre film, integrando anche gli avvenimenti mostrati nei primi volumi del manga (non presenti nei film), successivi alla storia raccontata nell'epoca d'oro.

## Media

### Film
Berserk: L'epoca d'oro - Capitolo I: L'uovo del Re dominatore (ベルセルク 黄金時代篇Ⅰ 覇王の卵?, Beruseruku Ōgon jidai-hen I Haō no tamago) conosciuto anche con il titolo internazionale Berserk: Golden Age Arc I - Egg of the Supreme Ruler, è il primo film pubblicato il 4 febbraio 2012 in Giappone, e il 4 dicembre 2012 in DVD e Blu-ray in Italia. Il film riprende gli eventi dal primo incontro tra Gatsu e Grifis, quindi del suo ingresso nella squadra dei falchi, fino all'omicidio del Conte Julius e del piccolo Adonis.
Berserk: L'epoca d'oro - Capitolo II: La conquista di Doldrey (ベルセルク 黄金時代篇Ⅱ ドルドレイ攻略?, Beruseruku Ōgon jidai-hen II Dorudorei kōryaku) conosciuto anche con il titolo internazionale Berserk: Golden Age Arc II - The Battle for Doldrey, è il secondo film, uscito il 23 giugno 2012 in Giappone, e il 12 novembre 2013 in DVD e Blu-ray in Italia. Il film riprende la vicenda che vede coinvolti Gatsu e Caska accerchiati dagli uomini di Adon, e tutto lo scontro con l'armata del Generale Boscorn e quindi della disfatta di Genon, il re di Doldrey. La conclusione vede l'abbandono di Gatsu nella squadra dei falchi, e la prigionia di Grifis voluta dal re di Midland.
Berserk: L'epoca d'oro - Capitolo III: L'avvento (ベルセルク 黄金時代篇III 降臨?, Beruseruku Ōgon jidai-hen III Kōrin) conosciuto anche con il titolo internazionale Berserk: Golden Age Arc III - Descent, è il terzo film, uscito il 1º febbraio 2013 in Giappone e in Italia al cinema il 19 e 20 maggio 2015. Il film riprende il ritorno di Gatsu, il salvataggio di Grifis, l'eclissi e il sacrificio, il salvataggio da parte del Cavaliere del Teschio e la "nascita" del Guerriero Nero.

### Serie televisiva
Il 21 giugno 2022 è stato annunciato che la trilogia avrebbe ricevuto per la prima volta un passaggio televisivo, riedita sotto forma di serie dal titolo Berserk: The Golden Age Arc - Memorial Edition (ベルセルク 黄金時代篇 MEMORIAL EDITION?, Beruseruku Ōgon jidai-hen MEMORIAL EDITION). La serie, da 13 episodi, propone nuove scene tratte dal manga realizzate sotto la supervisione di Naoyuki Onda con musiche inedite di Shirō Sagisu e Susumu Hirasawa. Molte animazioni dei film, perlopiù quelle in CGI tridimensionale, sono state rilavorate e rimasterizzate. La sigla di apertura utilizzata è Aria di Susumu Hirasawa, la medesima dei film, mentre quella di chiusura è Wish di Mika Nakashima.
In Giappone è andata in onda dal 2 ottobre al 25 dicembre 2022 su Tokyo MX, Tochigi TV, Gunma TV e BS11 e, rispettivamente dal 16 ottobre 2022 e dal 7 gennaio 2023, su Animax (in versione senza censure) e su TV Hokkaido. In Italia è stata pubblicata in simulcast in versione sottotitolata su Crunchyroll.

#### Episodi
| Nº | Titolo italiano Giapponese 「Kanji」 - Rōmaji                        | In onda          | In onda |
| Nº | Titolo italiano Giapponese 「Kanji」 - Rōmaji                        | Giapponese       |         |
| 1  | L'epoca d'oro 「黄金時代」 - Ōgon jidai                              | 2 ottobre 2022   |         |
| 2  | Zodd l'immortale 「不死のゾッド」 - Fushi no Zoddo                   | 9 ottobre 2022   |         |
| 3  | Maestro di spada 「剣の主」 - Ken no shu                             | 16 ottobre 2022  |         |
| 4  | Pronto alla morte 「決死行」 - Kesshikō                              | 23 ottobre 2022  |         |
| 5  | Il falò dei sogni 「夢のかがり火」 - Yume no kagaribi                | 30 ottobre 2022  |         |
| 6  | La conquista di Doldrey 「ドルドレイ 攻略戦」 - Dorudorei kōryakusen | 6 novembre 2022  |         |
| 7  | In una notte nevosa... 「ある雪の夜に…」 - Aru yuki no yoru ni...    | 13 novembre 2022 |         |
| 8  | La fine del sogno 「夢の終焉」 - Yume no shūen                       | 20 novembre 2022 |         |
| 9  | Ferite 「傷」 - Kizu                                                 | 27 novembre 2022 |         |
| 10 | Ritrovo nell'abisso 「深淵の再会」 - Shin'en no saikai               | 4 dicembre 2022  |         |
| 11 | L'eclissi 「蝕」 - Shoku                                             | 11 dicembre 2022 |         |
| 12 | Tempesta di morte 「死の嵐」 - Shi no arashi                         | 18 dicembre 2022 |         |
| 13 | Giuramento di vendetta 「反撃の誓い」 - Hangeki no chikai            | 25 dicembre 2022 |         |

## Edizione italiana
Il cast italiano, così come quello giapponese, differisce da quello della serie televisiva del 1997. Gatsu, Grifis e Caska sono doppiati rispettivamente da Alessandro Budroni, Niseem Onorato e Federica De Bortoli. Il doppiaggio, edito da Yamato Video, è eseguito a Roma nello studio Coop. Eddy Cortese per la direzione di Giorgio Bassanelli Bisbal che si occupa anche dei dialoghi italiani e con Enrico Croce come traduttore.
L'edizione italiana mantiene i nomi in senso anglofono come usato nella vecchia serie e nel resto del mondo, e quindi non le traslitterazioni errate applicate nel manga (Gatsu, Grifis, Judo, ecc...). La pronuncia di Caska differisce dalla precedente serie televisiva, assomigliando di più alla pronuncia della trascrizione giapponese del nome "Kyasuka" con la u muta.
In Italia, le edizioni del film in DVD e Blu-ray Disc sono state distribuite dalla Yamato Video.

## Musiche
Le musiche di sottofondo per il film sono composte e arrangiate da Shirō Sagisu. Il tema principale è stato eseguito da Susumu Hirasawa, con il suo caratteristico suono elettronico. L'inserto del primo film della serie è chiamato ARIA, cantato proprio da Hirasawa. Il tema di chiusura, Utsukushii Mono, è cantata dalla famosa cantante Ai.

## Accoglienza
Il primo film ha ricevuto una recensione positiva da Ko Ransom di Anime News Network.